# Nowosielce Kozickie
Nowosielce Kozickie – wieś w Polsce położona w województwie podkarpackim, w powiecie bieszczadzkim, w gminie Ustrzyki Dolne.

## Historia
W połowie XIX wieku właścicielem posiadłości tabularnej we wsi był Józef Zabierzewski.
W latach 1975–1998 miejscowość administracyjnie należała do województwa krośnieńskiego.

## Zabytki
Wykaz zabytków nieruchomych wpisanych do rejestru zabytków Narodowego Instytutu Dziedzictwa:
- drewniany kościół parafialny pw. św. Jerzego i św. Tekli, z 1742 r., nr rej.: A-202 z 28.05.1972
- drewniana dzwonnica, z 1742 r., nr rej. jw.
- cmentarz z nagrobkami, nr rej. jw.

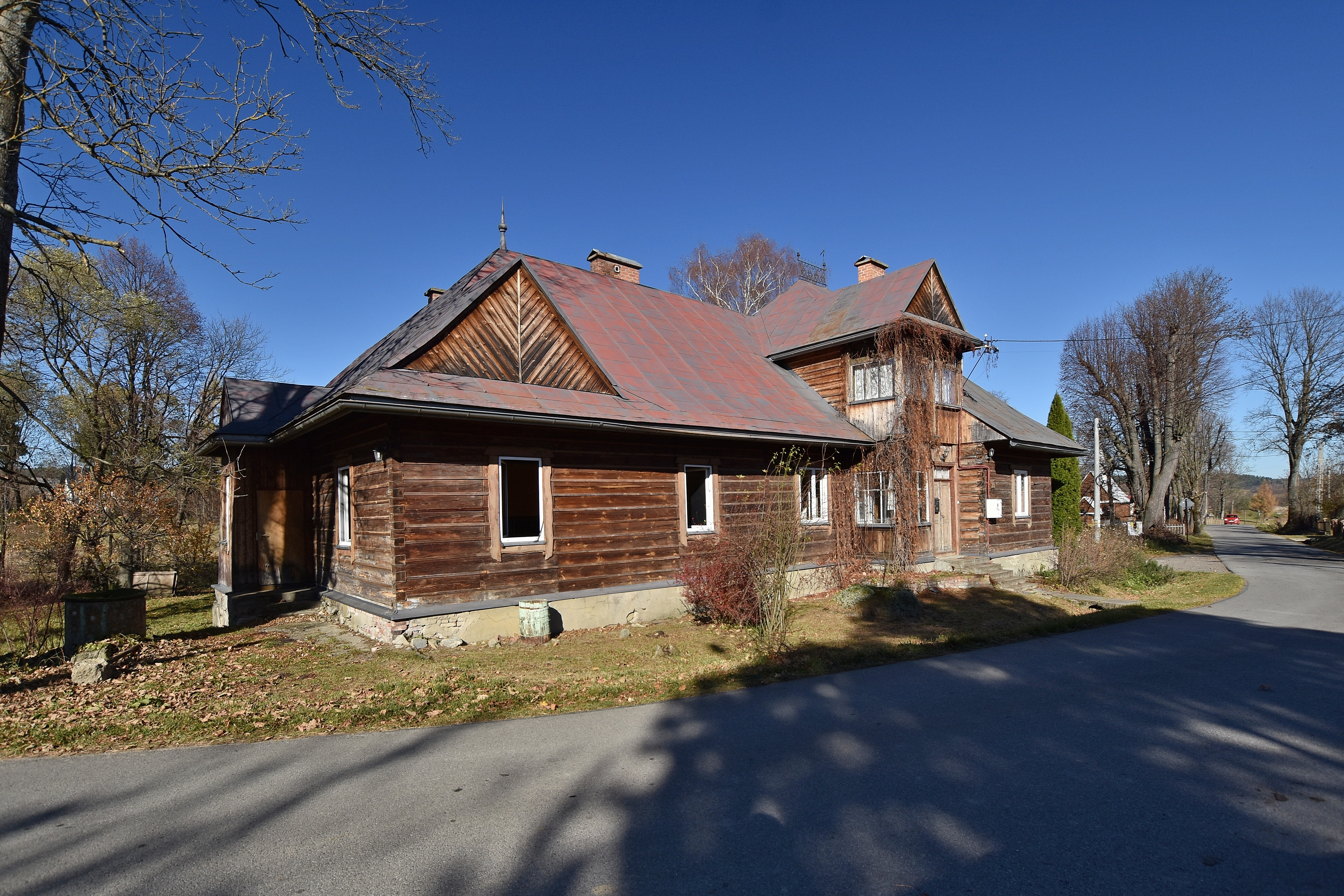
Dawna szkoła
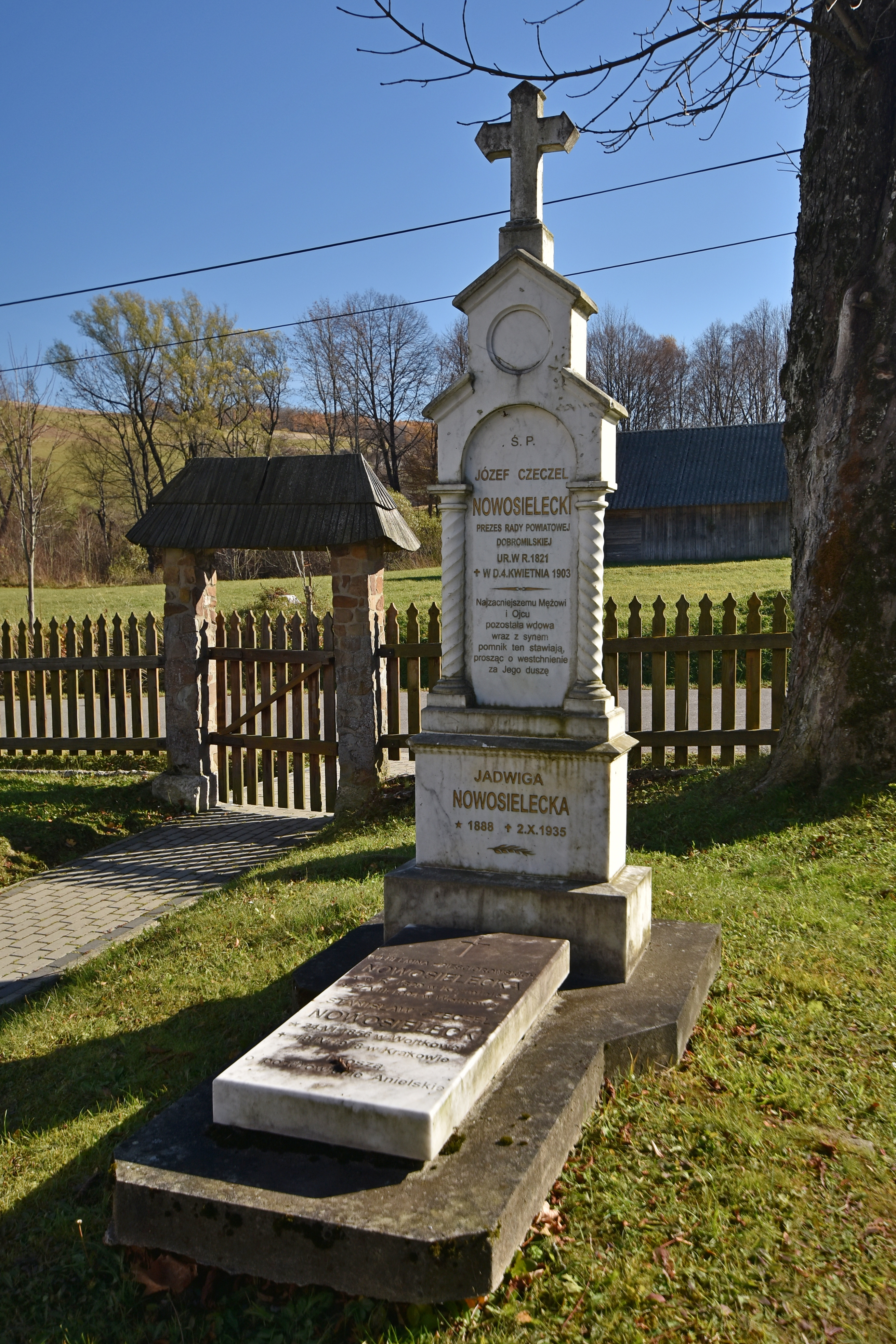
Na cmentarzu przykościelnym
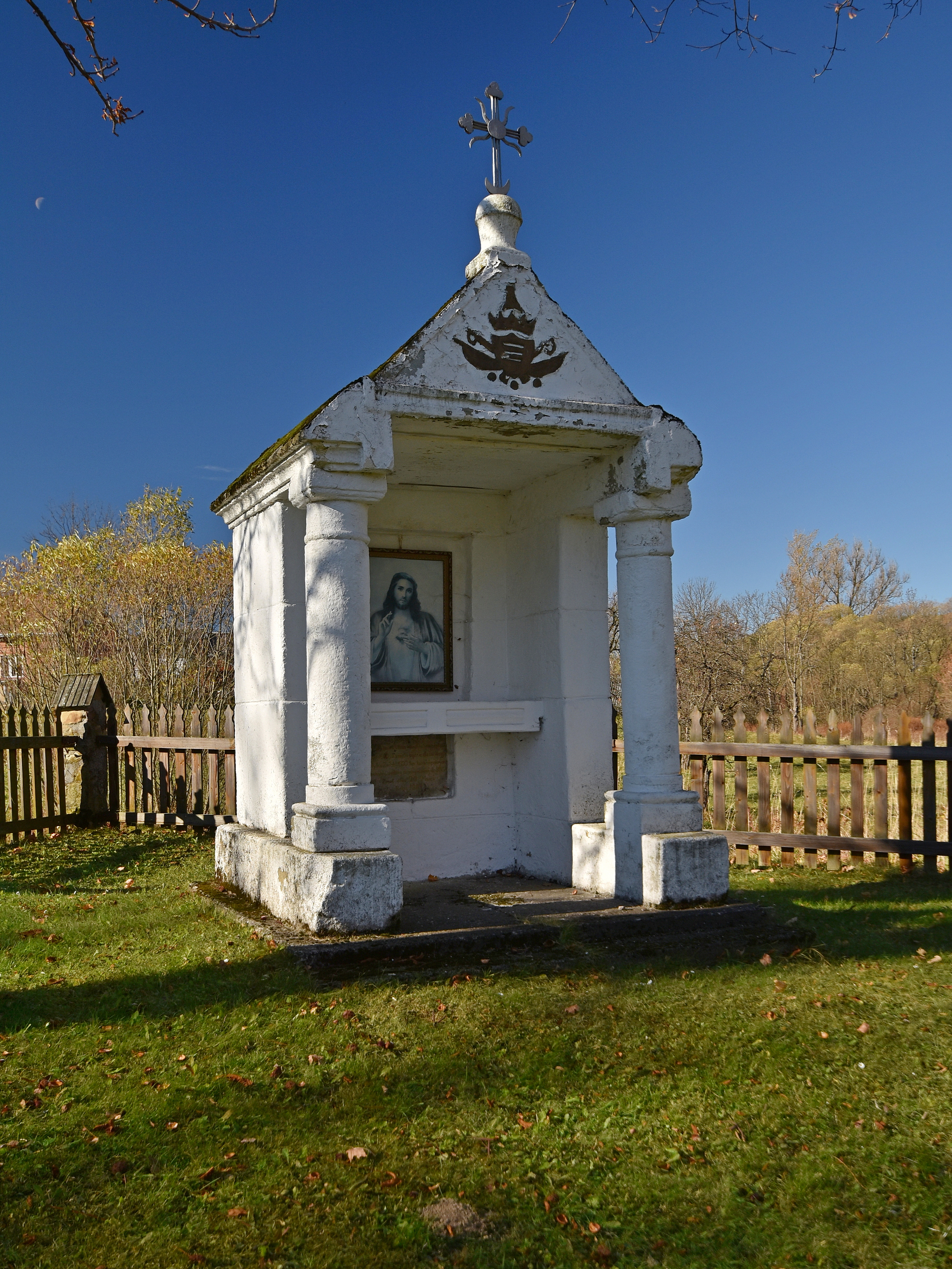
Na cmentarzu przykościelnym